# Géoparc national de Dunhuang Yardang
Le Géoparc national de Dunhuang Yardang (chinois : 敦煌雅丹国家地质公园 ; pinyin : Dūnhuáng yǎdān guójiā dìzhì gōngyuán est un géoparc constitué de yardangs, des formations rocheuses se constituant dans des endroits désertiques et situé à cheval entre l'extrême-Est de la région autonome ouïghoure du Xinjiang, et la province du Gansu près du site de Yumenguan, à la limite avec la ville de Dunhuang, en Chine.
Le terme yardang, vient de la langue ouïghoure (يارداڭ, translittération : yardang) et signifie une « colline aux parois escarpées ». Cet endroit est également parfois surnommé la « ville fantôme » en raison du bruit qui en sort lorsque le vent y souffle.

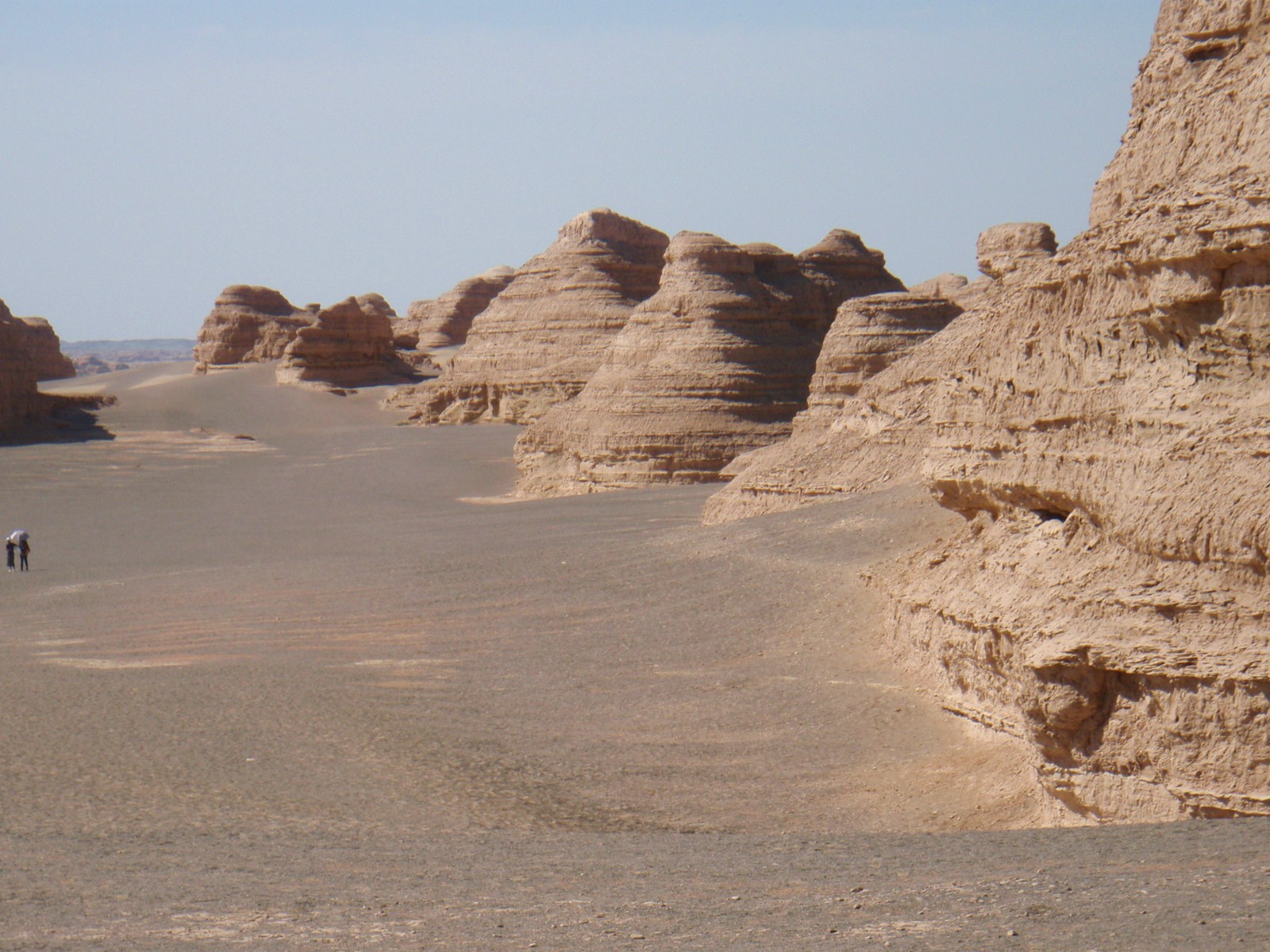
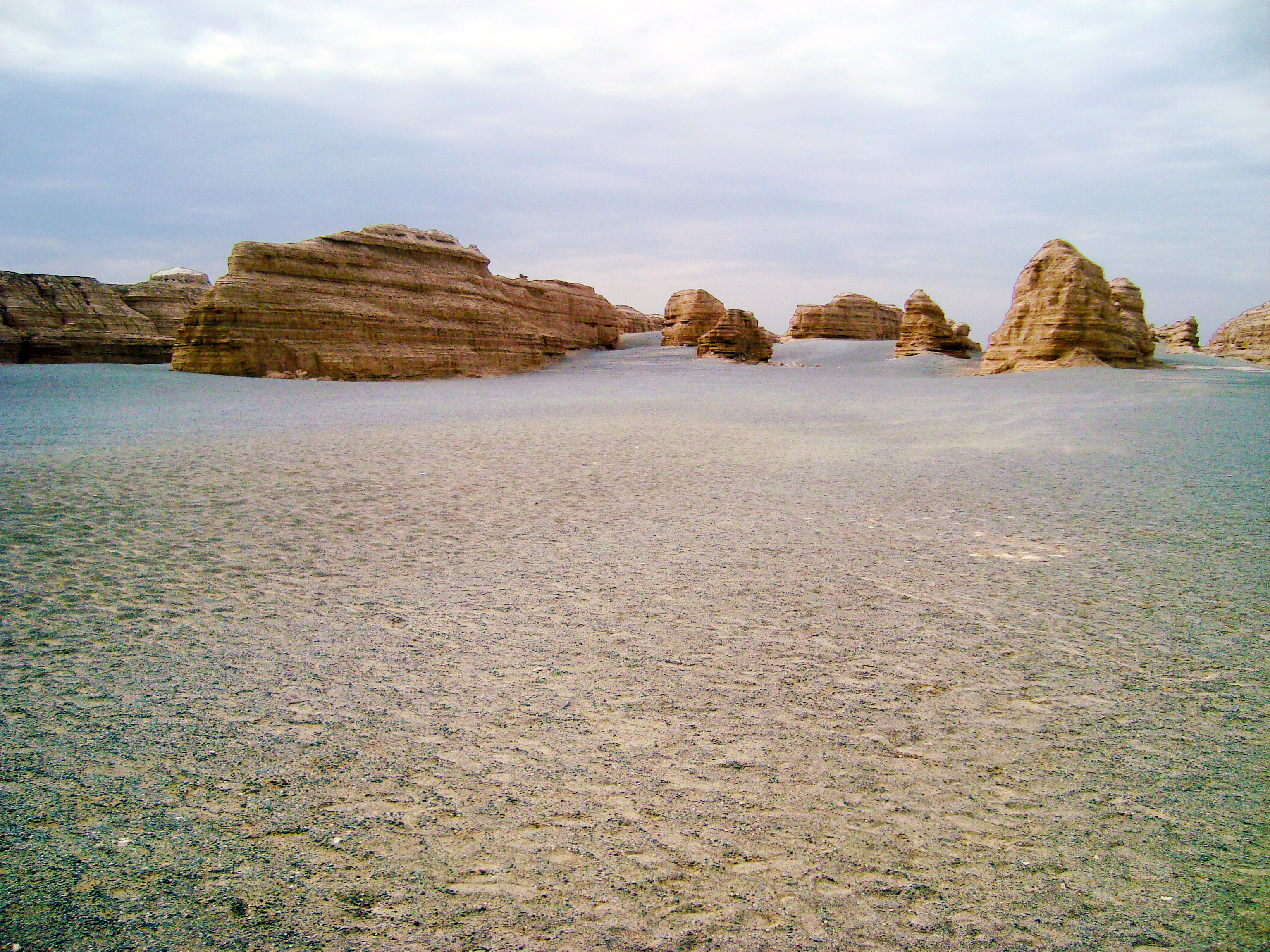
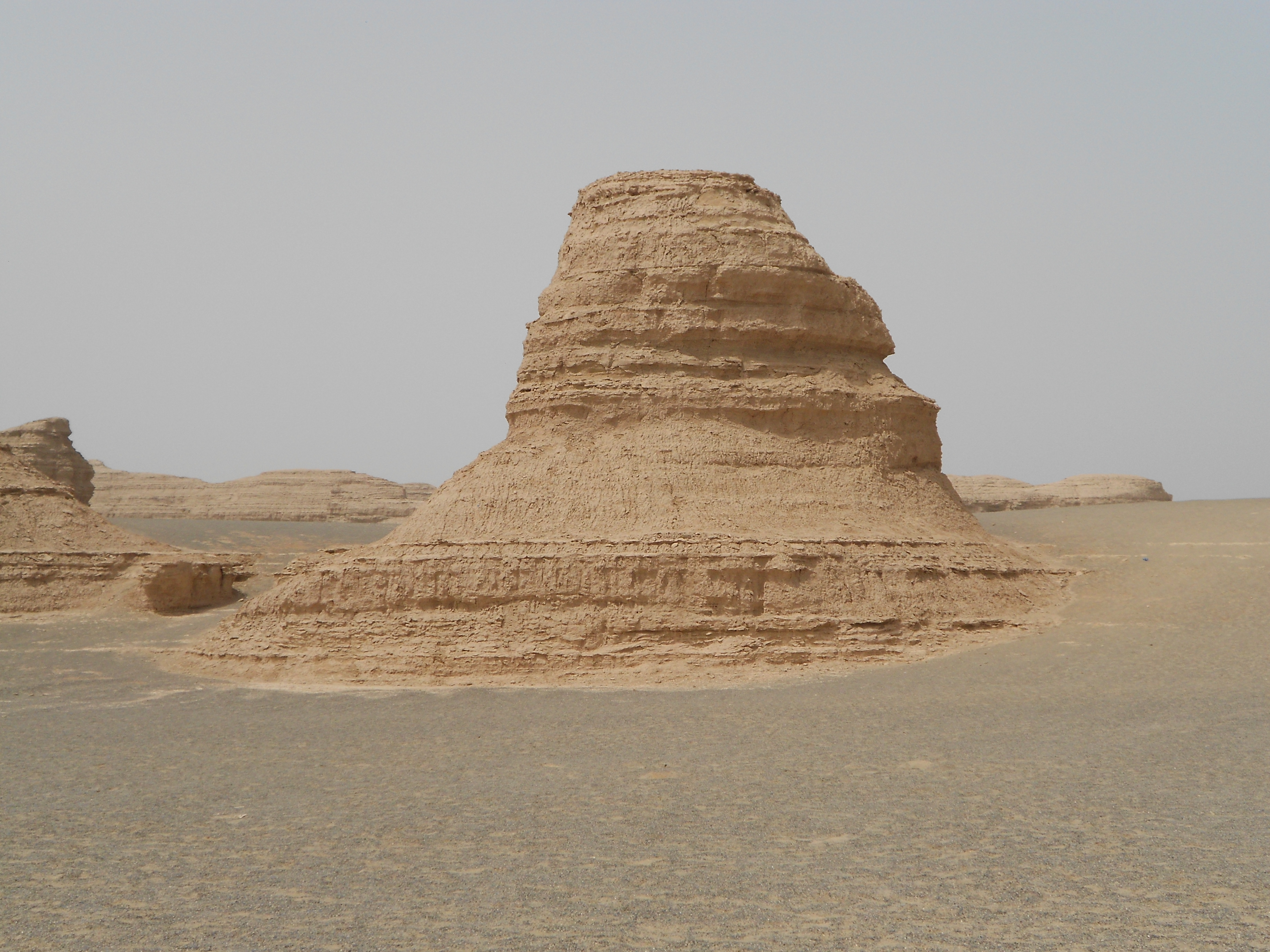
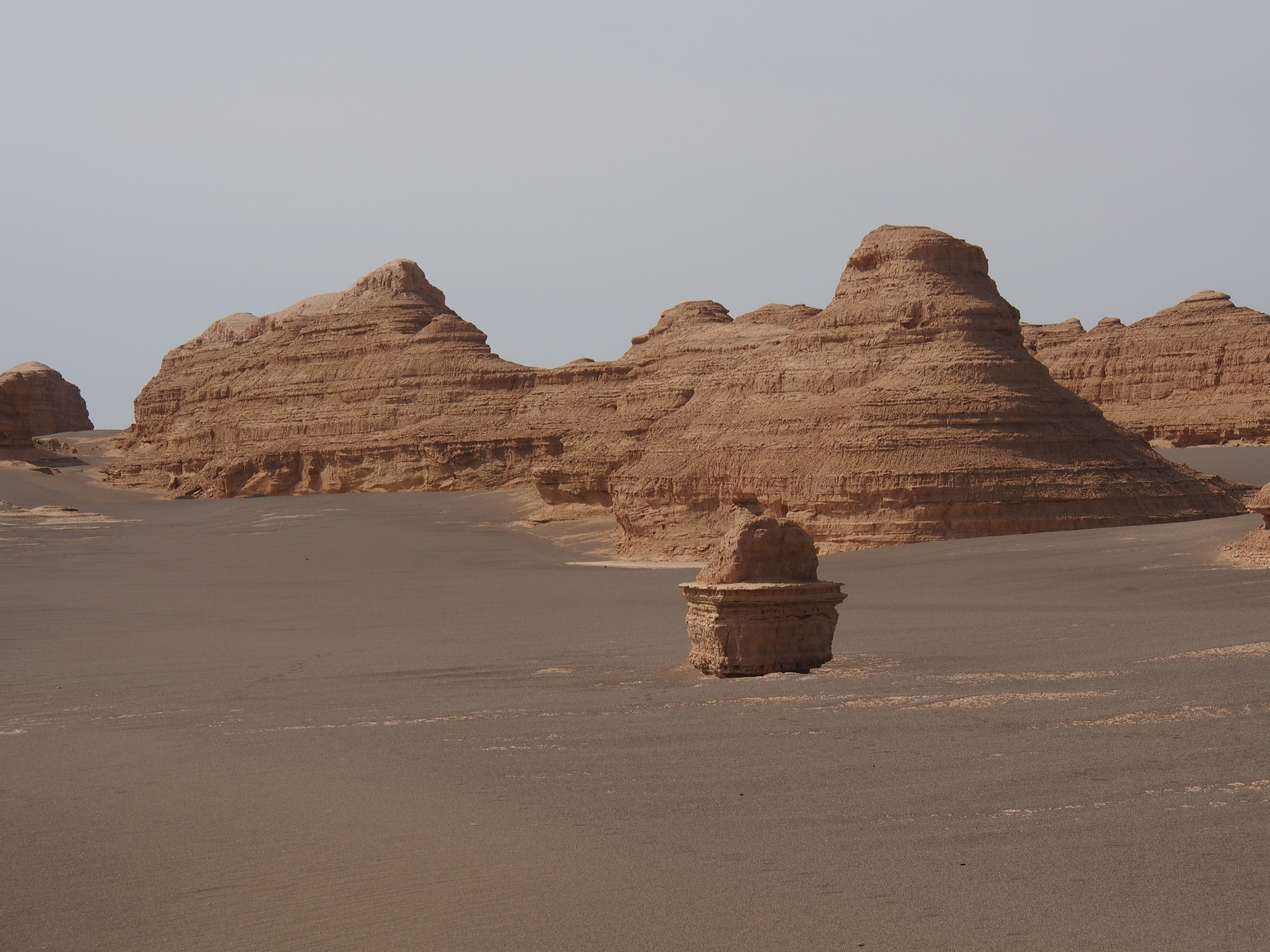
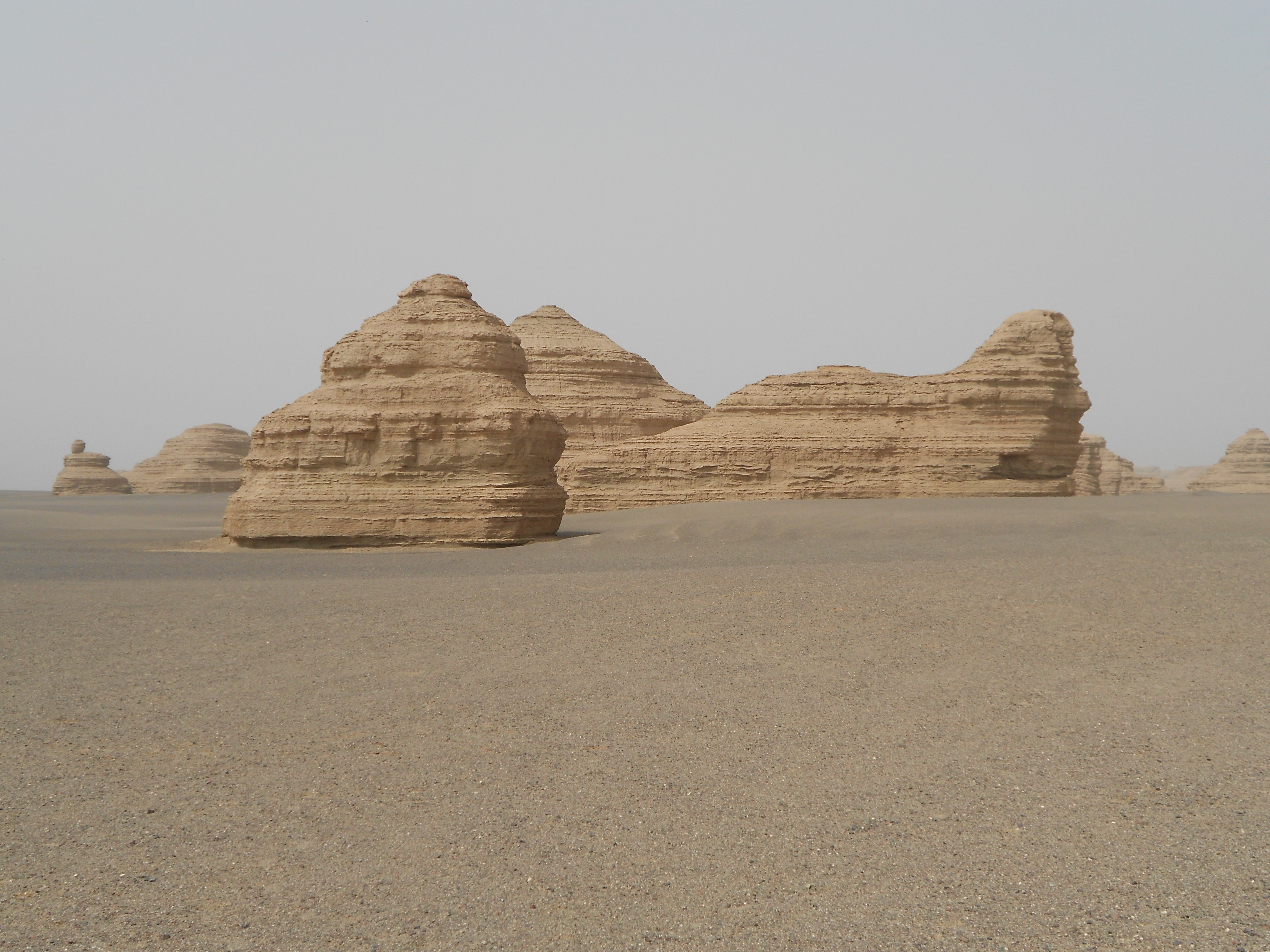